# 邓洁
邓洁（1902年4月—1979年7月26日），原名邓鹤皋，曾用名邓和高、邓士元、陈友春，男，湖南省安乡县人，中国共产党及中华人民共和国官员，中华人民共和国第二轻工业部党组成员、副部长。中国共产党第五届、第七届、第八届全国代表大会代表，全国政协第三届、第四届委员会委员。

## 生平
1922年，邓鹤皋考入北京美术专门学校。同年加入中国社会主义青年团。1923年转为中国共产党党员。1924年，任中国社会主义青年团北平地委委员、组织部长，中共北京西城区支部书记。1926年3月18日，参加李大钊、赵世炎等人领导的十万群众在天安门广场反对八国最后通牒的示威大会，随后与会人员遭段祺瑞政府屠杀，史称三一八惨案。邓鹤皋脱身赶到沙滩的中国红十字会找来多辆救护车，开至铁狮子胡同抢救受伤群众。次日，他组织北京大学三院师生为死难烈士办追悼会，请摄影师为牺牲者拍照。北京卫戍司令部因此发出逮捕邓鹤皋的通缉令。李大钊赋诗一首赞扬邓鹤皋，其中两句是“邓生今杰士，英名天下闻。”
1926年6月末，中共大连地委工运委员、大连中华工学会委员长傅景阳等19位工人运动领袖因为领导福纺纱厂（大连纺织厂前身）“四二七”罢工而遭日本辽东租借地当局逮捕。李大钊和中共北方区委收到中共大连地委报告后，迅速派邓鹤皋等人到大连，解决福纺纱厂罢工问题并扩大中共党组织。邓鹤皋领导“四二七”罢工工人在同日本资本家及警察当局的一系列斗争中取得胜利，迫使福岛纺绩监察役兼社长八代裕太郎自日本大阪来到大连，同罢工工人代表谈判。八代裕太郎于1926年7月25日答应了罢工工人提出的复工条件，劳资双方达成复工协议。中华全国总工会省港罢工委员会机关报发表《大连纱厂工人罢工胜利 全国民众声援之力》报道，给省港大罢工工人及全中国人民的反帝斗争以鼓舞。
邓鹤皋到大连后，除了领导罢工，还奉命健全中共大连地方党组织的领导机构，将委员制地委改为部长制。1926年10月，大连地区已有中共党员95人。中共中央决定，中共大连地委由隶属中共北方区委改为直属中共中央，地委书记为邓鹤皋；中共中央还将沈阳、抚顺、营口等地党团组织划归中共大连地委领导，中共大连地委成为“兼管南满各地党的工作机构”。
邓鹤皋重视工会作用，发展工人党员。日本《在东北的共产党运动》一书载：“1927年6月17日，在小刘家屯召开的中国共产党大连地委支部联席会决议，把工学会作为党员的培养所。7月，先在沙河口开办起干部训练班，沙河口工场、中村铁工所、福岛纺织厂、大华冶金公司和昌光玻璃厂的某些工人，每周有3天到小刘家屯王阳街63号去接受党员的训练。”邓鹤皋多次在此召开各支部联席会议。
邓鹤皋与中共大连地委组织部部长杨志云加强了中共外围组织“大连店员协会”（简称“店协”）的建设，“店协”从1926年4月成立时的20多人很快发展到70多人，在十多家大中商号建起了支部或小组。中共大连地委从中发展20多人为中共党员，建立了“亚东银号”党支部及多个党小组。
1927年4月27日到5月9日，中共五大在武昌高等师范学校附属第一小学秘密举行。邓鹤皋作为大连（南满地区）党组织代表出席大会。会议期间，邓鹤皋向中共中央汇报了大连党、团工作及工人运动情况，获得中央赞赏，中央决定将中共大连地委改为中共大连市委，直属中央领导。会后，中共中央常委在5月18日到19日专门讨论了东三省党的工作，决定建立中共满洲省委，统一领导东北地区党组织，邓鹤皋任中共满洲省委书记。
1927年6月上旬，邓鹤皋回大连，贯彻中央决定，成立中共大连市委。6月20日，邓鹤皋作为中共大连市委首任书记在中华增智学校召开全市党员干部会议，传达中共五大精神。同时，邓鹤皋秘密筹建中共满洲省委，决定将省委机关设在奉天（今沈阳），并定下了驻省委机关的人选。正当省委筹建完成，邓鹤皋准备到奉天就任省委书记时，中共奉天支部遭敌破坏，邓鹤皋被迫中止去奉天。
邓鹤皋通过中共党员牛汉臣（又名牛蕴山、牛思玉）的亲属牛少南出面开设“益记笔店”（位于今大连市西岗区大龙街152号），作为中共大连地委秘密联络站。1927年7月，中共大连市委除了在大连中华工学会、大连店员协会、大连中华印刷职工联合会、大连中华青年会等社团内部建有支部外，还在不少企业和学校都建立了党组织。全市共23个支部，230余名党员。
1927年7月25日，中共大连市委书记邓鹤皋像以往每个星期一，照例在大连日本桥电车站（今胜利桥）与中共大连市委工运部部长丁文礼秘密接头。但丁文礼在昨晚被捕，在日本警察拷打下供出与邓鹤皋接头的时间地点，并带敌抓捕邓鹤皋。大连49名党、团员同时被捕。邓鹤皋被捕时，房东苏大娘烧毁了他从中共中央带回的中共五大文件等材料，所以大连日本警察始终不知道他是中共五大代表和中共满洲省委书记。邓鹤皋遭日本警察严刑拷打，但坚持不招供，使全市四分之三的党员免于被捕，保住了中共大连市委秘密联络机关益记笔店、许多党的基层组织以及市委组织部部长、宣传部部长、工运部副部长等干部。。
1927年9月19日，日本辽东租借地当局开庭审理邓鹤皋等共产党人案。邓鹤皋在法庭上宣传共产主义。同年10月，大连地方法院判处邓鹤皋“禁锢10年”，关押在条件恶劣的旅顺监狱单身监号，不久邓鹤皋患上严重的关节炎。1934年10月，日本昭和天皇因得太子而实行大赦，邓鹤皋提前3年获释。
出狱后的邓洁（邓鹤皋）到国立杭州艺术专科学校拜见过去的老师、时任校长的林风眠。林风眠派人送他赴上海，找到阳翰笙。经阳翰笙介绍，邓洁先在上海“左联”和“文总”从事抗日救亡工作，后任中共上海市临委书记。刘少奇曾在谈到邓洁主持上海市临委的工作时赞扬“上海红旗不倒。”
1936年9月，邓洁在赴兆丰公园同中共中央驻上海代表冯雪峰会面时被捕，冯雪峰幸免。邓洁遭到严刑拷打，但坚持自己是国难教育社社员，未暴露政治身份。两个月后，经中共党组织营救获释。1937年2月，冯雪峰派中央交通员徐汉光护送邓洁到西安。此后他辗转抵达延安，历任中共中央党校高干班班主任、中共中央组织部秘书长、中共中央机关事务管理局副局长等职。
抗日战争胜利后，中共中央成立直属纵队，杨尚昆任司令员，邓洁任副司令员，他们为保卫中共中央的安全做了许多工作。1945年4月23日，邓洁作为代表在延安杨家岭中央大礼堂参加了中共七大。1948年3月，邓洁指挥护送毛泽东等中共中央领导东渡黄河，经晋西北于5月初抵达河北省平山县西柏坡。
中华人民共和国成立后，邓洁历任中共中央直属机关经济建设部部长兼新中国经济建设公司总经理、政务院财政经济委员会机关企业管理局局长、中央工艺美术学院院长、全国合作总社副主任、中华人民共和国轻工业部副部长兼全国手工业合作总社副主任、中华人民共和国石油工业部副部长、中华人民共和国第二轻工业部副部长等职。在中华人民共和国手工业恢复、改造、发展工作中，邓洁提出了不少意见和办法，为推动手工业及工艺美术事业发展作出了重要贡献。“文化大革命”期间，邓洁被关押8年多，耳朵被打聋，门牙被打掉。中共十一届三中全会后，邓洁获得平反。
1979年7月26日，邓洁在北京因癌症病逝，享年77岁。

## 身后
1979年8月7日，追悼会在北京八宝山革命公墓礼堂举行，追悼会由中华人民共和国轻工业部部长梁灵光主持，轻工业部副部长谢鑫鹤致悼词，余秋里、康世恩、姚依林等参加了追悼会。

## 纪念
1998年8月，中共大连市委、大连市人民政府在大连英雄纪念公园为邓鹤皋（邓洁）塑像。